# Opacus
L' opacus (latin pour opaque) est une variété de plusieurs genres de nuages en bancs étendus, en nappes ou en couches dont la majeure partie est suffisamment opaque pour masquer le Soleil ou la Lune,.
Ce terme s'applique aux altocumulus, aux altostratus, aux stratocumulus et aux stratus. Les variétés opacus et translucidus s'excluent mutuellement puisque la seconde signifie que la couche est semi-transparente.

## Description
Les différents genres qui comportent une variété translucidus sont :
- Stratus opacus[3] (St op) ;
- Stratocumulus opacus[4] (Sc op) ;
- Altostratus opacus[5] (As op) ;
- Altocumulus opacus[6] (Ac op).

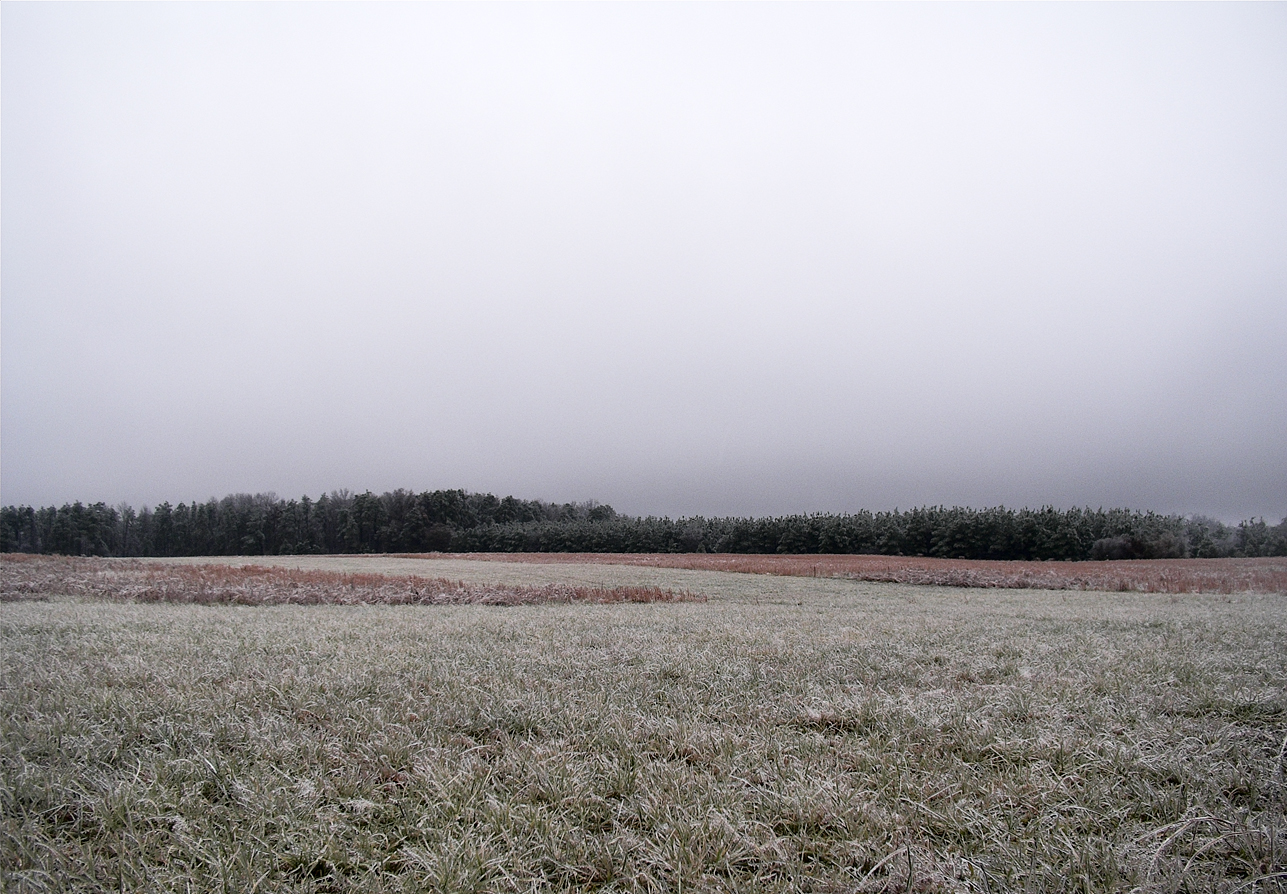
Stratus opacus
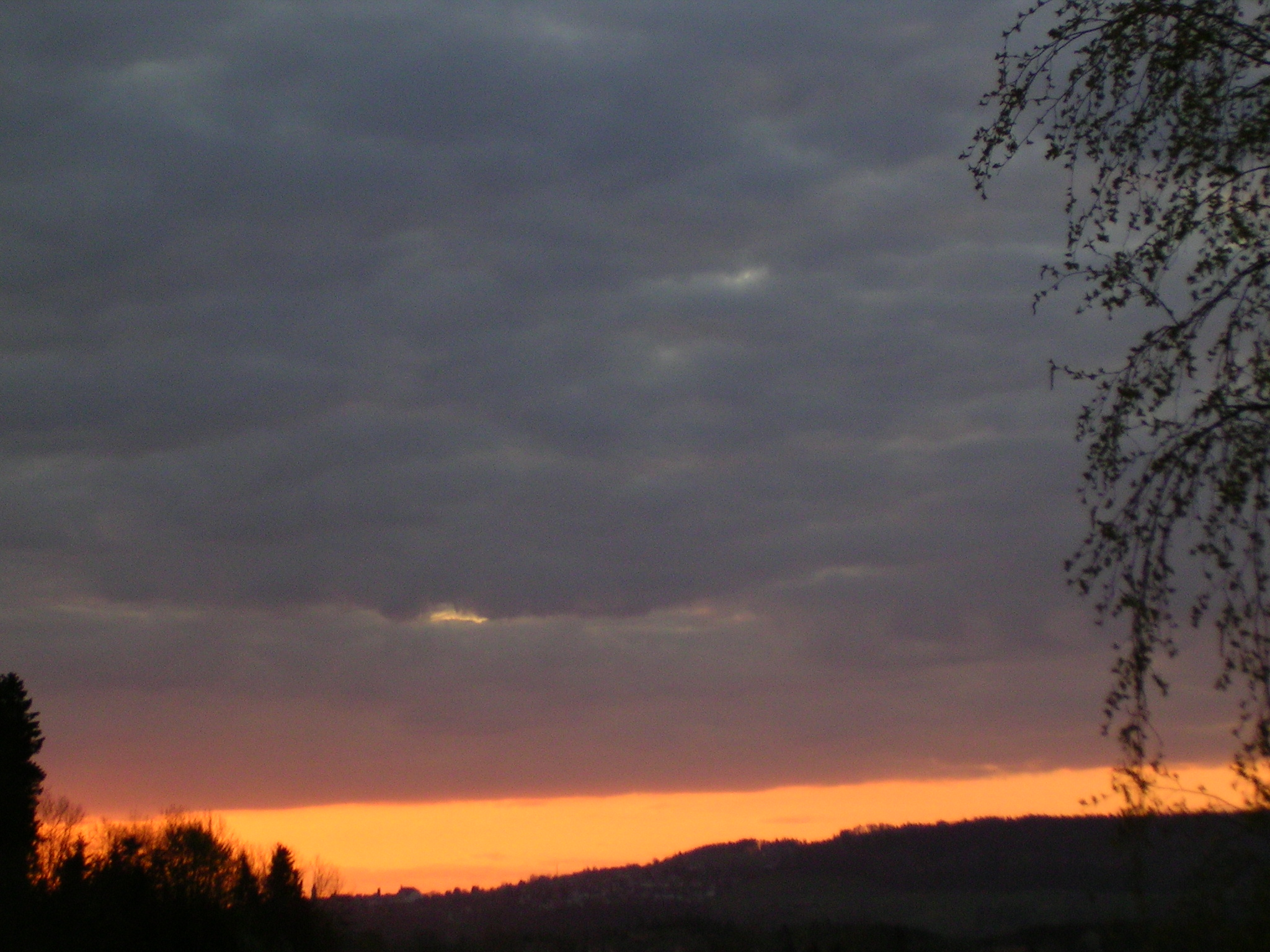
Stratocumulus stratiformis opacus
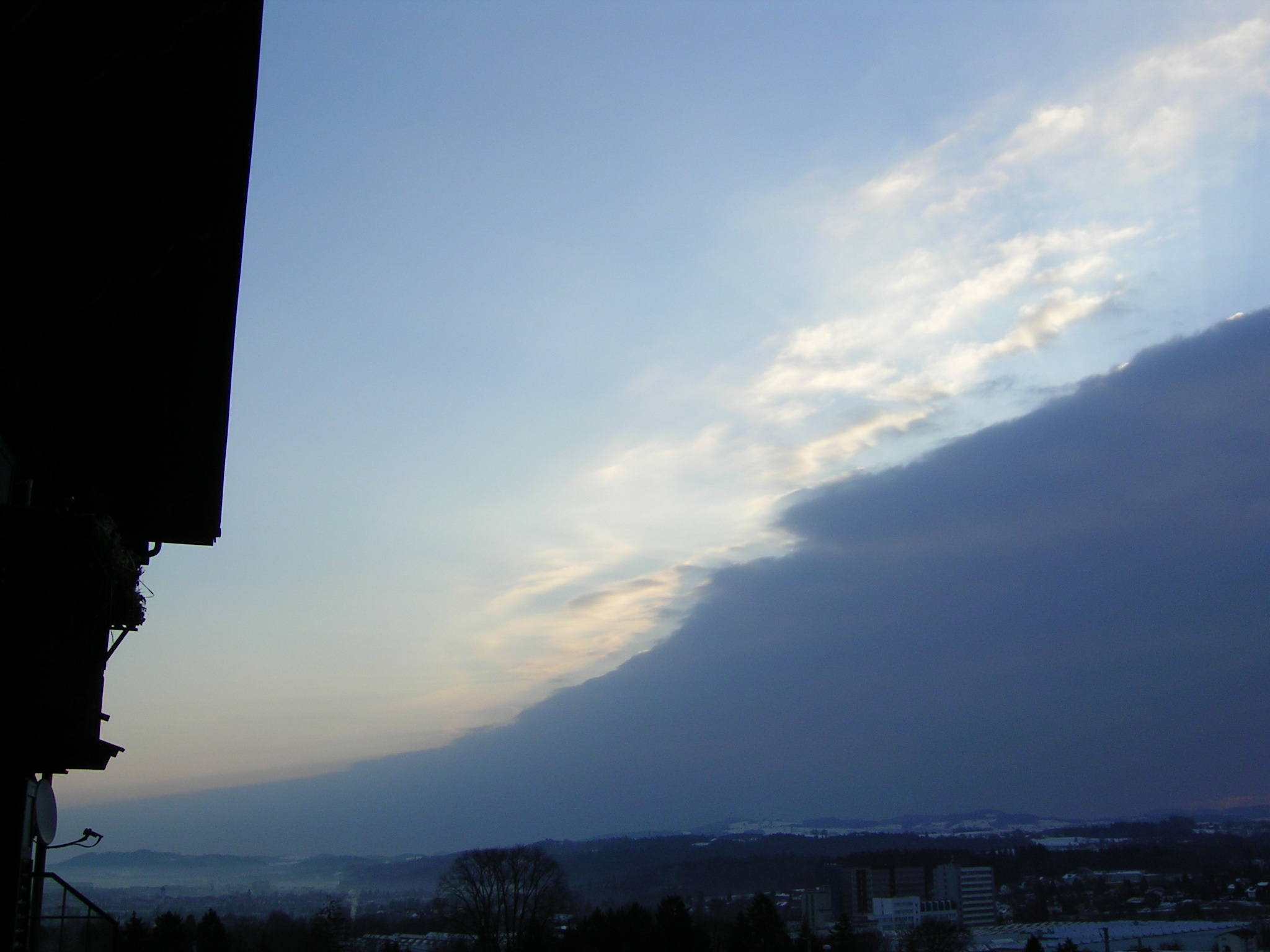
Bordure d'un altostratus opacus
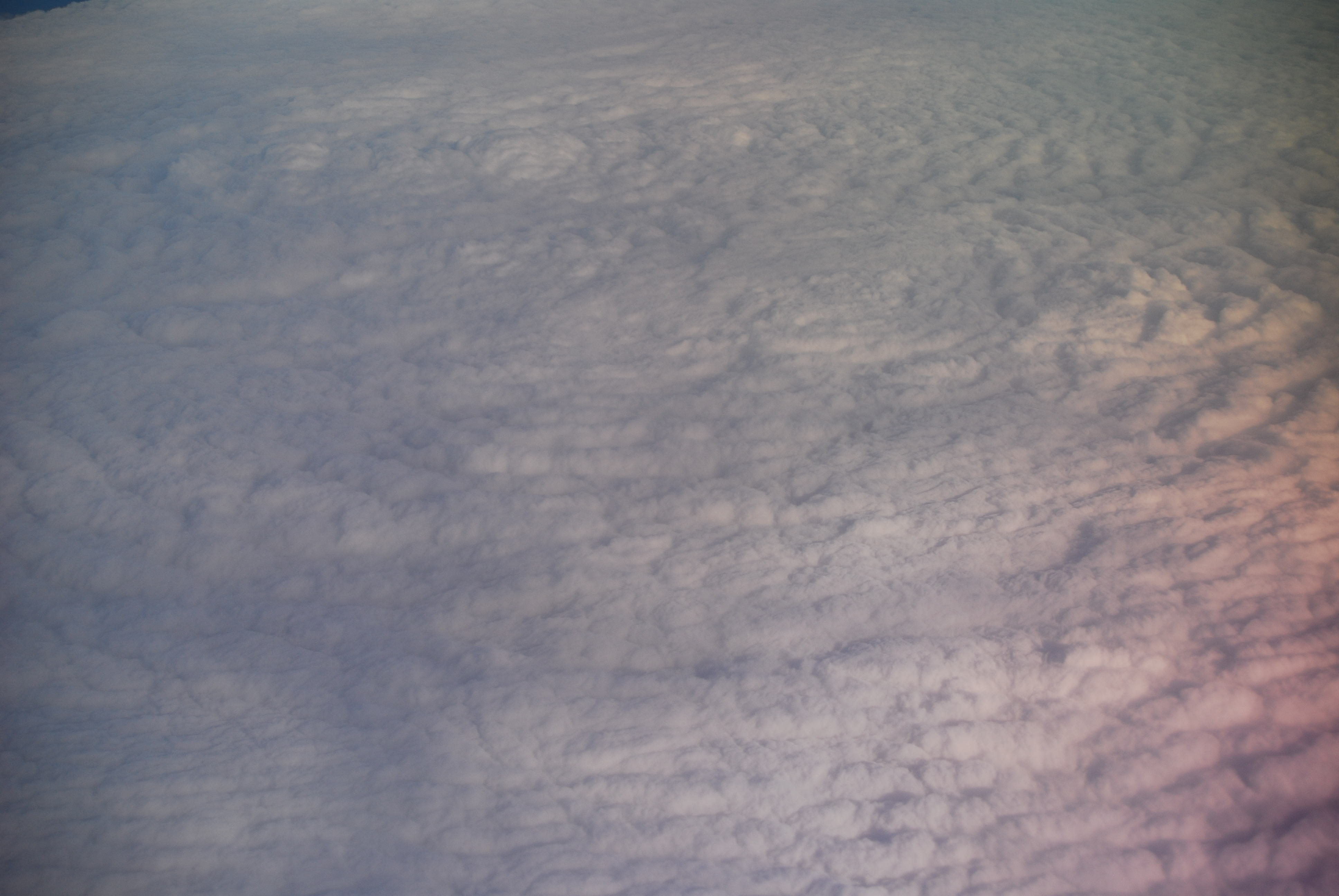
Altocumulus opacus vus des airs